# Muzeum Regionalne w Krasnymstawie
Muzeum Regionalne w Krasnymstawie – muzeum powołane do życia w 1958 roku, posiada około 10000 eksponatów w działach: archeologia, historia numizmatyki, sztuka dawna, etnografia oraz chmielarstwo i piwowarstwo.

## Historia muzeum
Józef Nikodem Kłosowski od 1930 r. czynił próby organizowania Muzeum Regionalnego w gmachu szkoły rolniczej. Dzięki akcji zbierania eksponatów ogłoszonej na łamach „Wsi Krasnostawskiej” udało mu się zgromadzić znaczący zbiór. Podczas II wojny światowej uległ on w znacznej mierze rozproszeniu. Następne, nieudane próby tworzenia muzeum czyniono w 1945 r. Dopiero w 1957 r. nastąpił przełom. Wtedy Zygmunt Tokarzewski (nauczyciel plastyki, regionalista, żołnierz AK), dzięki współpracy regionalistów zgromadził kilkadziesiąt eksponatów, które z inicjatywy „Koła Miłośników Historii Krasnegostawu i Okolic” pokazano w Powiatowym Domu Kultury na wystawie otwartej 30 kwietnia 1958 r. Wystawę przeniesiono do kolegium pojezuickiego, i od tego momentu, dzięki wysiłkom i pasji Tokarzewskiego oraz pomocy władz, udało się powołać do życia placówkę muzealną. Muzeum ma do dziś swoją siedzibę w kolegium pojezuickim, które wzniesiono w latach 1695–1740 przy kościele św. Franciszka Ksawerego.
Na początku swojego istnienia muzeum miało jedną salę. W 1958–1962 znalazły się środki na dalsze eksponaty i remonty pomieszczeń. Władze miasta przekazały kolejne dwie sale na potrzeby muzeum. Organizowano nowe wystawy. Pracownicy Muzeum Lubelskiego przeprowadzili nowe aranżacje wystaw. W tym czasie muzeum miało w zbiorach około 1000 eksponatów.
Po 1962 r. rosnąca liczba eksponatów, prowadzone badania terenowe doprowadziły do wykształcenia działów muzealnych: archeologia, historia numizmatyki, sztuka dawna, w tym sztuka sakralna, etnografia i utworzonego w 1976 r. działu chmielarstwa i piwowarstwa. Gromadzony księgozbiór fachowy przekształcił się w bibliotekę muzealną liczącą obecnie około 6 tysięcy woluminów.
Obecnie, po remoncie kolegium w 2008 r., muzeum posiada 23 sale o powierzchni ponad 2000 m².